# Phyllopertha obscuricolor
Phyllopertha obscuricolor är en skalbaggsart som beskrevs av Leon Fairmaire 1891. Phyllopertha obscuricolor ingår i släktet Phyllopertha och familjen Rutelidae. Inga underarter finns listade i Catalogue of Life.